# Stomatodexia tinctisquamae
Stomatodexia tinctisquamae är en tvåvingeart som beskrevs av Charles Howard Curran 1926. Stomatodexia tinctisquamae ingår i släktet Stomatodexia och familjen parasitflugor.
Artens utbredningsområde är Jamaica. Inga underarter finns listade i Catalogue of Life.